# Valdeaveruelo
Valdeaveruelo ist eine nordspanische Gemeinde  mit 1.290 Einwohnern (Stand: 2024) in der Provinz Guadalajara in der Comarca La Campiña in der Autonomen Gemeinschaft Kastilien-La Mancha. 

## Lage
Valdeaveruelo ist nur wenige Kilometer westlich von Guadalajara gelegen. Der alte kleinere und ursprüngliche Ortskern befindet sich in einem Tal. Zum Gemeindegebiet gehört der neue Ortsteil Sotolargo, der sich östlich am Rand des Tales befindet.

## Religion
Die aus dem 16. Jahrhundert stammende Pfarrkirche St. Johannes der Täufer (San Juan Bautista) gehört zum Bistum Sigüenza-Guadalajara.